# 猛鬼寬頻
《惹鬼回路》（英語：Pulse）是一部美國恐怖電影，於2006年8月11日在美國上映，本片乃於2001年上映，由黑澤清執導的恐怖電影《回路》的重製電影。
2008年，本片以DVD首映方式推出兩套原創續集（連鎖信2及連鎖信3），兩片均由同一導演執導，由Dimension Extreme直接發行DVD，而不於電影院上映 。

## 劇情
星期五，麥蒂的同學賈許，在沒有任何徵兆的情況下自殺死亡。這件事震驚全校讓同學議論紛紛百思不解，而真正恐怖的是...一名同學在兩天後收到主旨寫著：「救我！」的奇怪e-mail，寄件者竟然是賈許，麥蒂和同學於是展開調查，試圖解開朋友自殺的真相。
他們檢查賈許的私人電腦，發現他下載了一個詭異的軟體，電腦沒有插電卻仍能一直掛著網，而螢幕裡似乎存在著另一個空間，而被困在裡面的人，也正透過螢幕監看著他們。
接著賈許又寄來一封e-mail，警告他們如何堵住這個「通道」的辦法，但一切似乎都已經來不及，他們開啟了根本不存在的陰間頻率，而收到連鎖信的同學也一個接一個意外身亡。這些無所不在的亡魂，正透過光纖通路，回來奪取牠們已經失去的「身體」...

## 外部連結
- 《猛鬼寬頻》香港電台電影資料 （页面存档备份，存于）
- 《猛鬼寬頻》Yahoo!奇摩電影電影資料
- 《猛鬼寬頻》 （页面存档备份，存于）（IMDb）（英文）
- 《猛鬼寬頻》第2集 （页面存档备份，存于）（IMDb）（英文）
- 《猛鬼寬頻》第3集 （页面存档备份，存于）（IMDb）（英文）
- 《猛鬼寬頻》第2集（Dimension Extreme） （页面存档备份，存于）（英文）
- 《猛鬼寬頻》第3集（Dimension Extreme） （页面存档备份，存于）（英文）